# شون كيلي (لاعب كرة قدم أمريكي)
شون كيلي (بالإنجليزية: Sean Kelley)‏ هو لاعب كرة قدم أمريكي، ولد في 15 أبريل 1988 في ليكسينغتون في الولايات المتحدة. لعب مع Orlando City SC (2010–2014) ‏.

## وصلات خارجية
- شون كيلي على موقع قاعدة بيانات كرة القدم.إي يو (الإنجليزية)